# Jülin
Jülin (egyszerűsített kínai írással: 玉林, pinjin: Yùlín) prefektúra szintű város Kínában, Kuanghszi-Csuang Autonóm Terület tartományban. Lakosainak száma 5 796 766 fő (2020).

## Népesség
| 2018 | 5 849 700 |
| 2020 | 5 796 766 |

## Testvérvárosok
- Zaragoza